# Kristianstads Sim- & Livräddningssällskap
Kristianstads Sim- & Livräddningssällskap (KSLS) är en simförening i Kristianstad.
Var under flera år på 1970- och 1980-talet Sveriges mest framgångsrika simförening. Det var under ledning av Tommy Malmsten, simmare och på 1980-talet tränare i landslaget som framgångarna vanns. Den första simmaren i den nationella eliten var Eva Folkesson, som vann 7 SM-guld på ryggsim 100m och 200m. Nästa simmare i den svenska eliten hette Else Gunsten och  hon var långdistanssimmare med fem SM-guld på 800 m frisim i början på 70-talet. En av de stora stjärnorna var Eva-Marie Håkansson, bröstsimmare som deltog i OS 1980 och 1984. Hennes främsta framgång var en bronsmedalj på EM 1977. Tommy Malmsten driver nu ett mycket framgångsrikt företag i simbranschen i Åhus. En annan av de stora stjärnorna var Ann-Sofi Carlsson (Roos) som simmade bröstsim och individuell medley. Hon tog 24 individuella SM-medaljer 1975-1980.I tabellen redovisas 78 SM-titlar som klubbens damer vunnit fram till 1985. En tredje framgångsrik simmare var Maria Kardum som vann SM-guld på 100m frisim och 200m medley. Hon deltog också i OS 1984 i Los Angeles.  Tabellen är inte fullståndig då klubben vunnit fler guld sedan dess. På herrsidan har man vunnit färre men dock ett tjugotaltal SM-guld. De mest framgångsrika simmarna framgår av tabellen.
|    | Gren             | År inomhus kort bana | Simmare             |    | Gren          | År utomhus lång bana | Simmare              |
| 1  | 800 meter frisim | 1972                 | Else Gunsten        | 35 | 800 frisim    | 1972                 | Else Gunsten         |
| 2  | 800 meter frisim | 1973                 | Else Gunsten        | 36 |               | 1973                 | Else Gunsten         |
| 3  | 4x 100 m frisim  | 1977                 | KSLS                | 37 |               | 1974                 | Else Gunsten         |
| 4  |                  | 1978                 | KSLS                | 38 | 4X100 frisim  | 1975                 | KSLS                 |
| 5  |                  | 1979                 | KSLS                | 39 |               | 1976                 | KSLS                 |
| 6  |                  | 1980                 | KSLS                | 40 |               | 1979                 | KSLS                 |
| 7  |                  | 1985                 | KSLS                | 41 |               | 1980                 | KSLS                 |
| 8  | 4x200 m frisim   | 1972                 | KSLS                | 42 |               | 1984                 | KSLS                 |
| 9  |                  | 1974                 | KSLS                | 43 |               | 1985                 | KSLS                 |
| 10 |                  | 1978                 | KSLS                | 44 | 100 m bröst   | 1976                 | Eva-Marie Håkansson  |
| 11 |                  | 1979                 | KSLS                | 45 |               | 1977                 | Eva-Marie Håkansson  |
| 12 |                  | 1980                 | KSLS                | 46 |               | 1978                 | Eva-Marie Håkansson  |
| 13 |                  | 1985                 | KSLS                | 47 |               | 1979                 | Ann-Sofi Roos        |
| 14 | 100 m bröst      | 1977                 | Eva Marie Håkansson | 48 |               | 1980                 | Eva Marie Håkansson  |
| 15 |                  | 1978                 | Eva Marie Håkansson | 49 |               | 1981                 | Eva-Marie Håkandsson |
| 16 |                  | 1979                 | Eva Marie Håkansson | 50 |               | 1982                 | Eva-Marie Håkansson  |
| 17 | 200 m bröst      | 1975                 | Ann-sofi Roos       | 51 |               | 1984                 | Eva-Marie Håkansson  |
| 18 |                  | 1976                 | Ann-Sofi Roos       | 52 |               | 1985                 | Eva-Marie Håkansson  |
| 19 |                  | 1977                 | Ann-Sofi Roos       | 53 | 200 m bröst   | 1975                 | Ann-Sofi Roos        |
| 20 |                  | 1978                 | Eva Marie Håkansson | 54 |               | 1976                 | Ann-Sofi Roos        |
| 21 |                  | 1979                 | Ann-Sofi Roos       | 55 |               | 1979                 | Ann-Sofi Roos        |
| 22 |                  | 1980                 | Ann-Sofi Roos       | 56 |               | 1980                 | Ann-Sofi Roos        |
| 23 | 100 m rygg       | 1982                 | Annika Uvehall      | 57 |               | 1981                 | Eva-Marie Håkansson  |
| 24 | 200 m rygg       | 1969                 | Eva Folkesson       | 58 |               | 1982                 | Eva-Marie Håkansson  |
| 25 |                  | 1970                 | Eva Folkesson       | 59 | 100 m rygg    | 1969                 | Eva Folkesson        |
| 26 | 200 m medley     | 1979                 | Ann-Sofi Roos       | 60 |               | 1970                 | Eva Folkesson        |
| 27 |                  | 1980                 | Ann-Sofi Roos       | 61 |               | 1971                 | Eva Folkesson        |
| 28 | 400 m medley     | 1976                 | Ann-Sofi Roos       | 62 | 200 m rygg    | 1969                 | Eva Folkesson        |
| 29 |                  | 1977                 | Ann-Sofi Roos       | 63 |               | 1970                 | Eva Folkesson        |
| 30 |                  | 1978                 | Ann-Sofi Roos       | 64 | 200 m medley  | 1978                 | Ann-Sofi Roos        |
| 31 |                  | 1979                 | Ann-Sofi Roos       | 65 |               | 1979                 | Ann-Sofi Roos        |
| 32 |                  | 1980                 | Ann-Sofi Roos       | 66 |               | 1980                 | Ann-Sofi Roos        |
| 33 | 4 x 100 m medley | 1978                 | KSLS                | 67 |               | 1983                 | Maria Kardum         |
| 34 |                  | 1980                 | KSLS                | 68 |               | 1984                 | Maria Kardum         |
|    |                  |                      |                     | 69 | 400 m medley  | 1977                 | Ann-Sofi Roos        |
|    |                  |                      |                     | 70 |               | 1978                 | Ann-Sofi Roos        |
|    |                  |                      |                     | 71 |               | 1979                 | Ann-Sofi Roos        |
|    |                  |                      |                     | 72 |               | 1980                 | Ann-Sofi Roos        |
|    |                  |                      |                     | 73 | 4X100m medley | 1978                 | KSLS                 |
|    |                  |                      |                     | 74 |               | 1979                 | KSLS                 |
|    |                  |                      |                     | 75 |               | 1980                 | KSLS                 |
|    |                  |                      |                     | 76 |               | 1981                 | KSLS                 |
|    |                  |                      |                     | 77 |               | 1984                 | KSLS                 |
|    |                  |                      |                     | 78 | 100 m frisim  | 1984                 | Maria Kardum         |

### Fotnoter
1. ↑  [https://sok.se/idrottare/idrottare/e/eva-marie-hakansson.html ”Eva-Marie Håkansson 
Simidrott - Simning”]. SOK. https://sok.se/idrottare/idrottare/e/eva-marie-hakansson.html. Läst 9 november 2009.
2. ↑  Björn Sjö (30 september 2009). ”Årets Företagare har världens flyt”. Sydsvenskan. https://www.sydsvenskan.se/2009-09-30/arets-foretagare-har-varldens-flyt. Läst 9 november 2009.
3. ↑   Libers sportlexikom. 1986. sid. 51-85 Simning Resultat OS,VM,EM och SM

- KSLS hemsida
- Svenska Simförbundet